# Dziennik Polski
Pour les articles homonymes, voir Dziennik Polski (homonymie).
Dziennik Polski est un quotidien régional polonais publié depuis le 4 février 1945 à Cracovie, d'abord par les éditions Czytelnik (en), puis à partir de 1991 par les éditions Jagiellonia SA, et depuis 2011 par le groupe Polska Press.
Il était initialement destiné aux régions de Cracovie et de Rzeszów (Sud-Est de la Pologne). Actuellement, il existe six éditions locales dans la voïvodie de Petite-Pologne.